# Oenenu Selatan
Oenenu Selatan is een bestuurslaag in het regentschap Timor Tengah Utara van de provincie Oost-Nusa Tenggara, Indonesië. Oenenu Selatan telt 794 inwoners (volkstelling 2010).